# 張原明
張原明（？—1542年），字孟復，湖南開封府儀封縣人，民籍，明朝政治人物。

## 生平
弘治八年（1495年）乙卯科河南鄉試第七名舉人。正德六年（1511年）中式辛未科會試第一百四十七名，登第二甲第三十九名進士。授刑部主事，历官刑部员外郎、郎中，十四年以諫武宗南巡，罚跪午门五日，杖三十，奪俸六月。十六年正月升四川副使，嘉靖帝继位，特加正三品俸，尋升甘肃行太仆寺卿，嘉靖十一年（1532年）三月升陕西右布政使，移浙江右布政使，十三年六月升陕西左布政使，十五年五月以疾乞休，诏加升光禄寺卿致仕。嘉靖二十一年卒。

## 家族
曾祖張誠道；祖父張振，曾任訓導；父張綸，曾任教谕。前母李氏；母王氏。永感下。